# 世界政経調査会
一般財団法人世界政経調査会（せかいせいけいちょうさかい）は、内外情勢に関する情報調査事業、講演会事業などを実施している法人。元内閣府所管。

## 概要
連合国軍最高司令官総司令部（GHQ）参謀第2部（G2）所属の対敵諜報部隊（CIC）の下請け機関として設立された、旧軍人による情報収集グループである特務機関「河辺機関」がその後、「睦隣会」に名称変更され、それを母体として、内閣調査室のシンクタンクとして設立されたのが「世界政経調査会」である。そのため、初期の内閣調査室には河辺機関出身者が多く流入している。
「内外の政治、経済、社会事情等の総合的な調査研究を行い、 内外事情に関する知識の向上普及を図ること」を目的としており、内閣官房から情報調査委託費が交付されている。内外情勢に関する情報調査や資料収集を行い、毎年「国際情勢の回顧と展望」という名のレポートを刊行している。役員には警察庁や内閣情報調査室出身の元官僚が名を連ねている。

## 主な事業
- 内外の政治、経済、社会事情、社会風潮等の分析、判断その他の調査研究及びそれに必要な資料の収集
- 研究会、講演会等の開催
- 調査研究成果に関する印刷物の刊行及び配布
- その他法人の目的を達成するために必要な事業

## 設立時の主要メンバー
- 河辺虎四郎（陸軍中将、陸士24期、参謀次長）
- 下村定（陸軍大将、陸士20期、陸軍大臣）
- 有末精三（陸軍中将、陸士29期、参謀本部第2部長、対連合軍陸軍連絡委員長（有末機関長））
- 辰巳栄一（陸軍中将、陸士27期、第12方面軍参謀長、第3師団長）
- 芳仲和太郎（陸軍中将、陸士27期、フランス大使館駐在員、トルコ大使館付武官、ハンガリー大使館付武官、西部軍管区参謀長兼第第16方面軍参謀長、第86師団長）
- 山本茂一郎（陸軍少将、陸士31期、第16軍参謀長兼ジャワ軍政監）
- 西郷従吾（陸軍大佐、陸士36期、オーストリア大使館付武官、大本営ドイツ班参謀、南方軍参謀、緬甸方面軍参謀、第23軍参謀、第20軍高級参謀）
- 萩三郎（陸軍中将、陸士29期、北部軍管区参謀長兼第5方面軍参謀長、札幌復員局長）
- 真田穣一郎（陸軍少将、陸士31期、大本営作戦部長、陸軍省軍務局長）
- 佐々木勘之丞（陸軍少将、陸士28期、陸軍中野学校学生隊長）
- 石戸勇一（陸軍大佐、陸士30期、太原特務機関長）
- 甲谷悦雄（陸軍大佐、陸士35期、参謀本部ソ連課参謀、ソ連大使館付武官輔、大本営戦争指導課長、ドイツ大使館付武官輔佐官、公安調査庁参事官、KDK研究所長）